# Gila seminuda
Gila seminuda är en fiskart som beskrevs av Cope och Yarrow, 1875. Gila seminuda ingår i släktet Gila och familjen karpfiskar. Inga underarter finns listade i Catalogue of Life.